# Buglossoporus rufescens
Buglossoporus rufescens är en svampart som beskrevs av Corner 1984. Buglossoporus rufescens ingår i släktet Buglossoporus och familjen Fomitopsidaceae.   Inga underarter finns listade i Catalogue of Life.